# Copidosoma zdeneki
Copidosoma zdeneki är en stekelart som beskrevs av Emilio Guerrieri och John S. Noyes 2005. Copidosoma zdeneki ingår i släktet Copidosoma och familjen sköldlussteklar.
Artens utbredningsområde är Spanien. Inga underarter finns listade i Catalogue of Life.